# Milan Rešetar

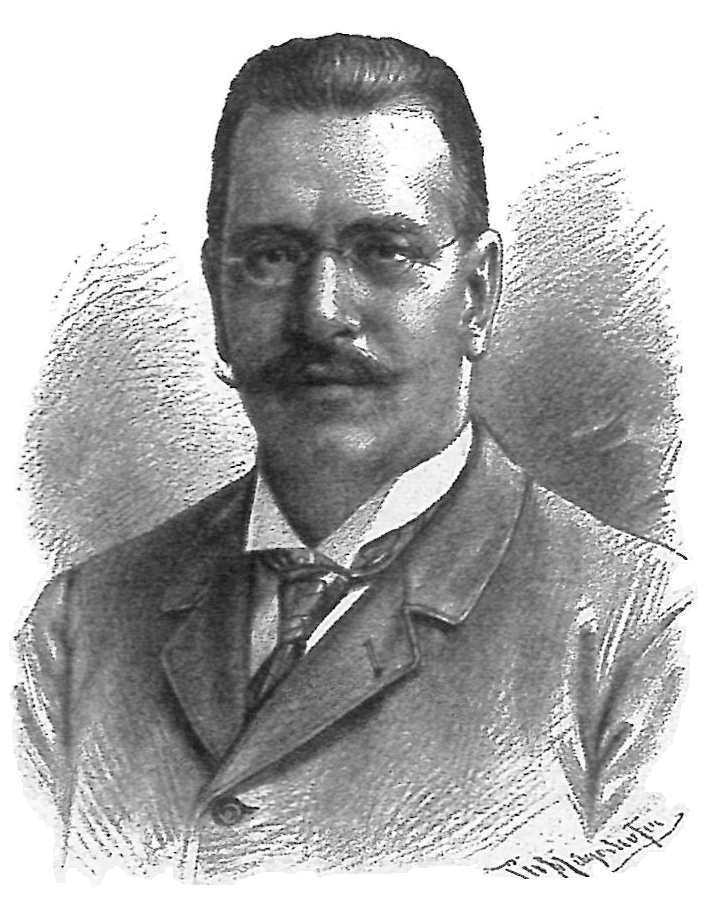
Milan Rešetar (von Th. Mayerhofer, 1904)

Milan Rešetar (serbisch-kyrillisch Милан Решетар, auch Milan von Rešetar; * 1. Februar 1860 in Dubrovnik; † 14. Januar 1942 in Florenz) war ein serbokroatischer Linguist, Slawist, Numismatiker und Historiker.

## Leben

### Ausbildung und akademische Laufbahn
Milan Rešetar wuchs als Sohn des Kreishauptmanns Pavle Rešetar († 1880) in Dubrovnik auf. Nach dem Gymnasium studierte er von 1877 bis 1880 slawische und klassische Philologie an den Universitäten Wien (bei Vatroslav Jagić) und Graz. 1882 legte er die Lehramtsprüfung in serbokroatischer und klassischer Philologie ab und war 1882 gymnasialer Hilfslehrer in Koper, 1883 in Zadar und seit 1884 in Split, von 1887 bis 1891 dort Studienrat. Nach der Promotion zum Doktor der Philosophie 1889 arbeitete Rešetar ab 1891 als Redakteur der kroatischen Ausgabe des Reichsgesetzblatts (List državnog zakona) in Wien. Lehrtätigkeiten als Privatdozent (seit 1895) und außerordentlicher Professor (1904) folgte 1910 bis 1918 die ordentliche Professur für slawische Philologie an der Slawistik der Universität Wien, an die sich diejenige an der Universität Zagreb im nach dem Ersten Weltkrieg entstandenen Jugoslawien anschloss. Nach seiner Emeritierung zog Milan Rešetar nach Florenz, wo er 1942 starb.
1902 wurde er als korrespondierendes Mitglied in die Russische Akademie der Wissenschaften in Sankt Petersburg aufgenommen.

### Linguistik
Rešetars linguistische Forschungsschwerpunkte waren die Geschichte des štokavischen und čakavischen Dialekts des Serbokroatischen. Besonderes Augenmerk verdient darüber hinaus sein 1911 publiziertes Kompendium Die serbokroatischen Kolonien in Süditalien, in dem er in unerreichter Weise ausführlich Geschichte, Ethnologie und Sprache (Grammatik und Wortschatz) der Moliseslawen beschrieben und deren mündliche Überlieferungen aufgezeichnet hat. Auch nachdem er 1929 emeritiert worden war, setzte er seine sprachwissenschaftliche Tätigkeit in zahl- und umfangreichen Untersuchungen zur Entwicklung der serbokroatischen Sprache, ihrer Dialekte, Akzente und Phonetik fort. Des Weiteren edierte er Werke der älteren kroatischen Literatur für die damalige Jugoslawische Akademie der Wissenschaften und Künste und forschte zu historischen und literaturgeschichtlichen Themen der Republik Ragusa.

### Numismatik
Rešetars numismatisches Interesse weckte offensichtlich die von seinem Vater geerbte bedeutende Sammlung Ragusaner Münzen, welche dieser in der posthumen Veröffentlichung La zecca della Repubblica di Ragusa (1891/92) beschrieben hatte. Die väterliche Sammlung bildete die Grundlage für eine eigene umfassende Darstellung der Ragusaner Münzkunde in zwei Bänden: Dubrovačka numizmatika (1924–25). Nachdem Rešetar die Münzsammlung seines Vaters in den beiden kyrillisch gedruckten Bänden wissenschaftlich erschlossen hatte, versuchte er die Sammlung zunächst vergeblich an den jugoslawischen König Alexander I. zu verkaufen. Später veräußerte er die Kollektion und seine Bibliothek an das tschechische Nationalmuseum beziehungsweise an die tschechische Nationalbibliothek in Prag. Er hat sich noch in etwa zwanzig weiteren kleineren Arbeiten numismatischen Themen gewidmet, die er zum Teil auch auf Italienisch und Deutsch verfasste.

### Selbstverständnis
Seinem Herkunftsort nach heute als Kroate betrachtet, wird er auch zur serbischen Minderheit in Kroatien gezählt, nicht zuletzt weil er sich selbst als serbischer Katholik, später als Jugoslawe bezeichnet hat. Der Grund hierfür ist in seiner Orientierung an der von dem nach Rešetar genialen Autodidakten Vuk Stefanović Karadžić (1787–1864) begründeten Idee, der serbokroatischen Sprachgemeinschaft auch eine einheitliche, von Karadžić serbisch genannte Identität zuzuschreiben. Rešetar folgt damit zeitgenössischen Überlegungen der Sprachwissenschaft: Ähnlich wie der deutsche Indogermanist August Leskien hat Rešetar in seiner Elementargrammatik der serbokroatischen Sprache die als ethnische Einheit angesehenen Serbokroaten nur noch hinsichtlich ihrer Religionszugehörigkeit unterschieden. Aus einem solchen Verständnis sind seine in Kroatien als weitgehend überholt betrachteten oder abgelehnten Thesen über die Verbreitung des čakavischen Dialekts zu sehen, welchen Rešetar auch kroatisch nennt und der demzufolge nie in seiner Heimatstadt Dubrovnik gesprochen worden wäre: Die Normierung der Literatursprache konnte um so leichter durchgeführt werden, als die Mehrzahl der Serbokroaten ohnehin den von Vuk [Karadžić] in die Literatur eingeführten Dialekt – das sogenannte Štokavische – von Haus aus spricht und, was besonders für die katholischen Kroaten entscheidend war, die Stadt Dubrovnik in Dalmatien seit Ende des 15. bis zu Anfang des 19. Jhs. eine sehr rege literarische Tätigkeit entfaltet hatte, die sich in einem dem Vuk’schen sehr nahe stehenden Dialekt entwickelte. Ein möglicher Grund für diese Haltung konnte die nach dem Ende der Republik Ragusa und dem Scheitern der Illyrischen Bewegung notwendig gewordene Suche der slawischen Oberschicht in und um Dubrovnik nach einer neuen Identität gewesen sein.

### Wissenschaftliches Verdienst
Was ihren fachlichen Gehalt betrifft, gelten dagegen Rešetars numismatische Studien und – mit geringen Einschränkungen bezüglich der Transliteration – die Editionen ragusanischer Gedichte und Theaterstücke der Renaissance und des Barock nach wie vor als maßgebend. Aus heutiger Sicht bleibt sein vielleicht größtes Verdienst das umfassende sprachhistorische und -wissenschaftliche Standardwerk über die moliseslawische Sprache.

## Schriften und Aufsätze (Auswahl)
- Die serbokroatischen Kolonien Süditaliens, Wien 1911 (Südslawische Dialektstudien; 5; Schriften der Balkankommission, Linguistische Abteilung; 9) – italienische Übersetzung mit aktualisierter Bibliografie: Le colonie serbocroate nell’Italia meridionale (PDF; 3,46 MB) Campobasso 1997.
- Elementargrammatik der serbokroatischen Sprache, 3. überarb. Aufl., Berlin 1957 (zuerst: Elementargrammatik der kroatischen Sprache / Elementargrammatik der serbischen Sprache, Zagreb 1916[9]).
- Dubrovačka numizmatika [Münzkunde von Ragusa (Dubrovnik)], 2 Bände, Belgrad 1924/25.
- Der Štokavische Dialekt, Wien 1907 (Schriften der Balkankommission, Linguistische Abteilung; 4). (archive.org)
- Antologija dubrovačke lirike [Anthologie ragusanischer Lyrik], Belgrad 1894.
- Najstarija dubrovačka proza [Älteste ragusanische Literatur], Belgrad 1952 (Posebna izdanja: Odeljenje Literature i Jezika / Srpska Akademija Nauka; 192).
- Die Čakavština und deren einstige und jetzige Grenzen. In: Archiv für Slavische Philologie, 13 (1890).
- Ispravci i dodaci tekstu starijeh pisaca dubrovačkijeh [Korrekturen und Ergänzungen von Texten älterer ragusanischer Schriftsteller]. In Rad JAZU 119 (1894).
- Zadarski i Ranjinin lekcionar [Das Lektionar von Zadar und das von Ranjina], Zagreb 1894 (Djela JAZU 13).
- Die ragusanischen Urkunden des 13.–15. Jahrhunderts. In: Archiv für Slavische Philologie 16–17 (1894–95).
- Sammlung Rešetar. In: Monatsblatt der numismatischen Gesellschaft in Wien 10 (1916).
- Stari dubrovački teatar [Das alte ragusanische Theater]. In: Narodna starina 1 (1922).
- Nikša Zvijezdić, dubrovački srpski kancelar XV. vijeka [Nikša Zvijezdić, ein serbischer Ragusaner Kanzler des 15. Jahrhunderts]. In: Glas – Srpska kraljevska akademija, 169 (1936).
- Najstariji dubrovački govor [Der älteste ragusanische Dialekt]. In: Godišnjak Srpske kraljevske akademije 50 (1940).